# Pemphigus populitransversus
Pemphigus populitransversus är en insektsart som beskrevs av Riley, C.V. 1879. Pemphigus populitransversus ingår i släktet Pemphigus och familjen långrörsbladlöss. Inga underarter finns listade i Catalogue of Life.